# Spathius moderabilis
Spathius moderabilis är en stekelart som beskrevs av Wilkinson 1931. Spathius moderabilis ingår i släktet Spathius och familjen bracksteklar. Inga underarter finns listade i Catalogue of Life.